# Luísa Rogério
Maria Luísa de Carvalho Rogério (Luanda, Angola, 1967), también conocida como Luísa Rogério, es una periodista angoleña, del Jornal de Angola, además de presidenta de la Comisión de Ética y Cartera de Angola, el órgano de control de la actividad periodística en Angola, y miembro del Comité Ejecutivo de la Federación Internacional de Periodistas (FIP).

## Trayectoria profesional
En julio de 1985, ingresó en Edições Novembro, empresa propietaria del Jornal de Angola, donde inició su carrera y donde se desempeñó como subdirectora de Política, Sociedad; jefa de Reportajes y editora de Cultura. En el Jornal de Angola, supervisó la pasantía de varios periodistas que llegaron a ocupar cargos ministeriales en el Estado angoleño después de haber abandonado la profesión.
Fue secretaria general del Sindicato de Periodistas Angoleños, entre noviembre de 2004 y octubre de 2015.
Como periodista, cubrió varias elecciones, incluida la elección general de 2018 en la República Democrática del Congo.
En 2013, fue elegida para el cargo de vicepresidenta de la Federación Africana de Periodistas durante el Congreso de la organización en Casablanca, Marruecos.
El 6 de abril de 2017 fue moderadora de la Conferencia-Debate sobre el legado del Tratado de Roma firmado hace 60 años y sobre el futuro de la Unión Europea, que tuvo lugar en el Instituto Camões (Centro Cultural Portugués), en Luanda.
El 13 de junio de 2019, en Túnez, fue elegida miembro del Comité Ejecutivo de la Federación Internacional de Periodistas (FIP), durante el 30.º Congreso de esta asociación de periodistas, la más grande del mundo, que reúne a 187 sindicatos de 141 países. Junto a otros quince miembros elegidos en la misma ocasión, formulan las principales acciones ejecutivas de la Federación Internacional de Periodistas (FIP), que reúne a seis mil periodistas. La elección le valió numerosas felicitaciones en Angola, incluidas las del presidente angoleño, João Lourenço. Es la primera vez que una persona periodista angoleña forma parte del Comité Ejecutivo de la FIP, como miembro.
En octubre de 2019, fue elegida presidenta de la Comisión de Cartera y Ética, órgano de control de la actividad periodística en Angola.
En julio de 2020, con motivo del Día de la Mujer Africana, fecha instituida en 1962, en la Conferencia de Mujeres Africanas (Dar-Es-Salaam, Tanzania), el Jornal de Angola dio voz a seis mujeres, entre ellas Rogério, que reflexionó sobre El reto de ser periodista.
Siempre ha estado vinculada al mundo del periodismo y ha defendido, a lo largo de su carrera, los derechos de la clase periodística en Angola.